# Кариба (језеро)
Кариба је вештачко језеро које је настало заграђивањем реке Замбези.